# Соломон Багратиони-Давитишвили
Князь Соломон Шаншес-дзе Багратиони-Давитишвили — грузинский князь (тавади), политический деятель начала XIX века.

## Биография
По происхождению из царского рода Багратионов (Кахетинский царский Дом, ветвь князей Багратиони-Давитишвили, осевших в Картлийском царстве). Предок Соломона]], царевич Деметре Твалдамцвари, оставил родину, спасаясь от брата, захватившего престол в Кахетинском царстве.
Предки Соломона жили в Хелтубани, где владели поместьями.

### В борьбе с режимом Российской империи

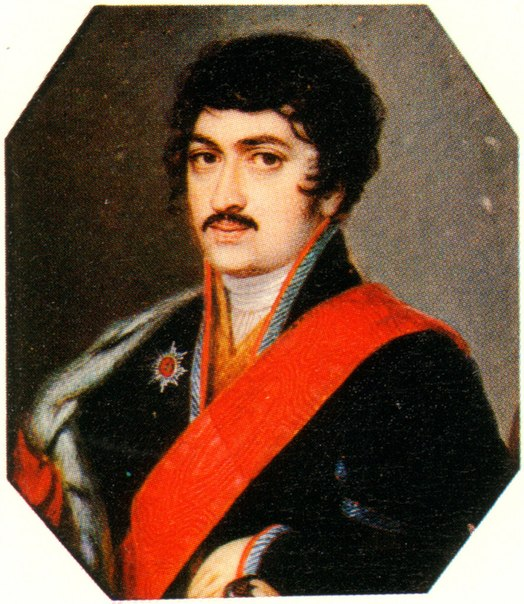
Царевич Теймураз Багратиони, сын последнего царя Картли-Кахетии, Георгия XII.

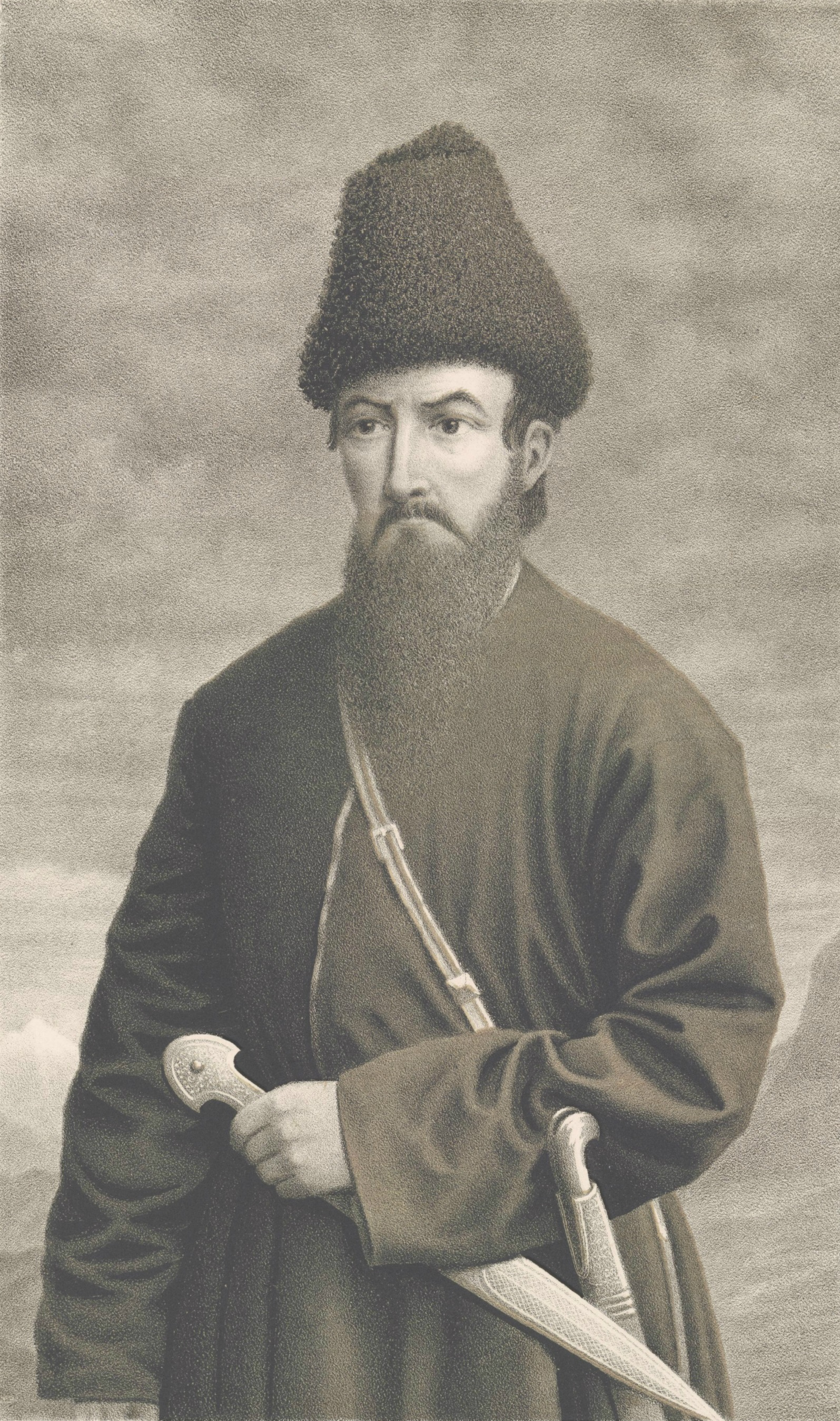
Царевич Александр Багратиони, сын царя Картли-Кахетии Ираклия II.

После присоединения Картли-Кахетинского царства к Российской империи (1801) находился в оппозиции новому режиму.
В 1803 году Соломон Багратиони бежал в Иран вместе со своим сродником, Теймуразом Багратиони, затем осуществлял переписку между шахским двором и Александром Багратиони, находившимся в Иране, также вел переписку между имеретинским царем Соломоном II и прочими батонишвили, оставшимися в Грузии.

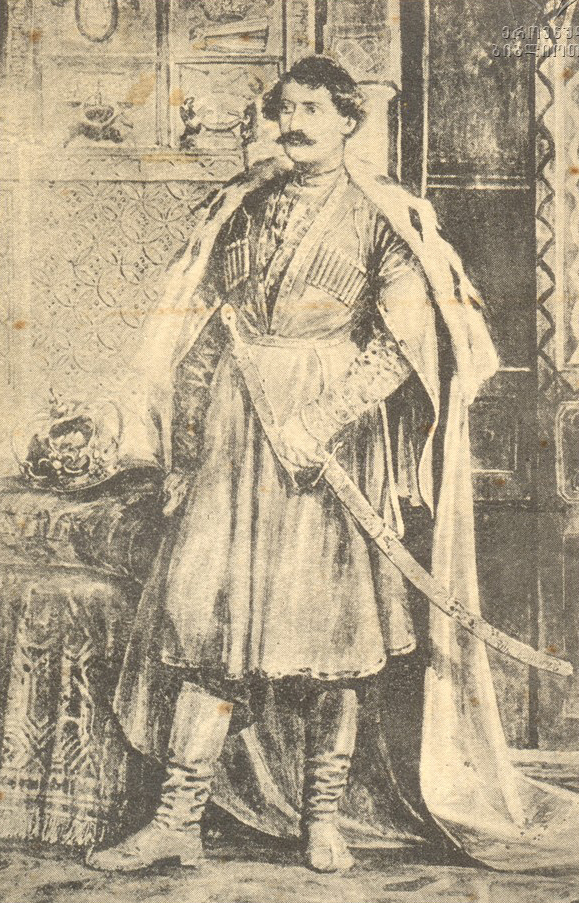
Последний царь Имеретинского царства, Соломон II Багратиони.

В 1804 году он был арестован российскими властями. В 1806 году его выпустили под залог.